# Tweede Kamerverkiezingen in het kiesdistrict Roermond (1850-1888)
Tweede Kamerverkiezingen in het kiesdistrict Roermond (1850-1888) geeft een overzicht van verkiezingen voor de Nederlandse Tweede Kamer in het kiesdistrict Roermond in de periode 1850-1888.
Het kiesdistrict Roermond was al ingesteld in 1848. De indeling van het kiesdistrict werd in 1850 gewijzigd bij de invoering van de Kieswet. Tot het kiesdistrict behoorden vanaf dat moment de volgende gemeenten: Amstenrade, Baexem, Beegden, Beesel, Belfeld, Bingelrade, Born, Broeksittard, Buggenum, Echt, Geleen, Grathem, Grevenbicht, Haelen, Heel en Panheel, Helden, Herten, Heythuysen, Horn, Hunsel, Ittervoort, Jabeek, Kessel, Limbricht, Linne, Maasbracht, Maasbree, Maasniel, Meijel, Melick en Herkenbosch, Montfort, 
Munstergeleen, Nederweert, Neer, Neeritter, Nieuwstadt, Nunhem, Obbicht en Papenhoven, Ohé en Laak, Oirsbeek, Posterholt, Roermond, 
Roggel, Roosteren, Schinnen, Sint Odiliënberg, Sittard, Stevensweert, Stramproy, Susteren, Swalmen, Tegelen, Thorn, Urmond, Venlo, Vlodrop, Weert en Wessem.
In 1869 werd de indeling van het kiesdistrict gewijzigd. Een gedeelte van het kiesdistrict Maastricht (de gemeenten Brunssum, Elsloo, Hoensbroek, Merkelbeek, Nuth, Schinveld, Spaubeek en Stein) werd toegevoegd aan het kiesdistrict Roermond. De gemeenten Beesel, Belfeld, Helden, Kessel, Maasbree, Tegelen en Venlo werden toegevoegd aan het kiesdistrict Boxmeer.
In 1878 werd de indeling van het kiesdistrict wederom gewijzigd. Een gedeelte van het kiesdistrict Maastricht (de gemeenten Geulle, Schimmert en Wijnandsrade) werd toegevoegd aan het kiesdistrict Roermond. De gemeenten Meijel, Neer en Roggel werden toegevoegd aan het kiesdistrict Boxmeer.
Het kiesdistrict Roermond was in deze periode een meervoudig kiesdistrict: het vaardigde twee leden af naar de Tweede Kamer. Om de twee jaar trad een van de leden af; er werd dan een periodieke verkiezing gehouden voor de vrijgevallen zetel. Bij algemene verkiezingen (na ontbinding van de Tweede Kamer) bracht elke kiezer twee stemmen uit. Om in de eerste verkiezingsronde gekozen te worden moest een kandidaat minimaal de districtskiesdrempel behalen; indien nodig werd een tweede ronde gehouden.
Legenda
- cursief: in de eerste verkiezingsronde geplaatst voor de tweede ronde;
- vet: gekozen als lid van de Tweede Kamer.

## 27 augustus 1850
De verkiezingen waren algemene verkiezingen; zij werden gehouden na ontbinding van de Tweede Kamer na inwerkingtreding van de Kieswet.
|                     | 27 augustus | 11 september |
| ------------------- | ----------- | ------------ |
| Kiesgerechtigden    | 1.388       | 1.388        |
| Opkomst             | 1.130       | 1.072        |
| Geldige stemmen     | 2.148       | 1.903        |
| Blanco stemmen      | 106         | 243          |
| Kiesdrempel         | 566         | 476          |
| Kandidaten          |             |              |
| P.L. de Lom de Berg | 540         | 674          |
| J.J.A. van Wylick   | 537         | 663          |
| J.L.M. Leclercq     | 448         | 475          |
| K.H.L. Bontamps     | 260         | 91           |
| J.J. Lambrechts     | 258         |              |

## 8 juni 1852
De verkiezingen waren periodieke verkiezingen; zij werden gehouden vanwege de afloop van de zittingstermijn van een gekozen lid.
|                     | 8 juni |
| ------------------- | ------ |
| Kiesgerechtigden    | 1.376  |
| Opkomst             | 993    |
| Geldige stemmen     | 979    |
| Blanco stemmen      | 7      |
| Kandidaten          |        |
| P.L. de Lom de Berg | 577    |
| J.L.M. Leclercq     | 189    |
| I. Collaes          | 127    |
| J.J. Lambrechts     | 81     |

## 17 mei 1853
De verkiezingen waren algemene verkiezingen; zij werden gehouden na ontbinding van de Tweede Kamer.
|                     | 17 mei |
| ------------------- | ------ |
| Kiesgerechtigden    | 1.428  |
| Opkomst             | 1.117  |
| Geldige stemmen     | 2.050  |
| Blanco stemmen      | 184    |
| Kiesdrempel         | 513    |
| Kandidaten          |        |
| M.P.H. Strens       | 705    |
| P.L. de Lom de Berg | 647    |
| J.J.A. van Wylick   | 529    |
| J.R. Thorbecke      | 122    |

## 13 juni 1854
De verkiezingen waren periodieke verkiezingen; zij werden gehouden vanwege de afloop van de zittingstermijn van een gekozen lid.
|                     | 13 juni |
| ------------------- | ------- |
| Kiesgerechtigden    | 1.428   |
| Opkomst             | 826     |
| Geldige stemmen     | 802     |
| Blanco stemmen      | 15      |
| Kandidaten          |         |
| P.L. de Lom de Berg | 785     |

## 10 juni 1856
De verkiezingen waren periodieke verkiezingen; zij werden gehouden vanwege de afloop van de zittingstermijn van een gekozen lid.
|                  | 10 juni |
| ---------------- | ------- |
| Kiesgerechtigden | 1.551   |
| Opkomst          | 772     |
| Geldige stemmen  | 743     |
| Blanco stemmen   | 10      |
| Kandidaten       |         |
| M.P.H. Strens    | 733     |

## 8 juni 1858
De verkiezingen waren periodieke verkiezingen; zij werden gehouden vanwege de afloop van de zittingstermijn van een gekozen lid.
|                     | 8 juni |
| ------------------- | ------ |
| Kiesgerechtigden    | 1.569  |
| Opkomst             | 1.252  |
| Geldige stemmen     | 1.235  |
| Blanco stemmen      | 10     |
| Kandidaten          |        |
| P.L. de Lom de Berg | 766    |
| K.L.J. Cornelis     | 467    |

## 12 juni 1860
De verkiezingen waren periodieke verkiezingen; zij werden gehouden vanwege de afloop van de zittingstermijn van een gekozen lid.
|                                  | 12 juni | 26 juni |
| -------------------------------- | ------- | ------- |
| Kiesgerechtigden                 | 1.596   | 1.596   |
| Opkomst                          | 1.148   | 1.300   |
| Geldige stemmen                  | 1.122   | 1.293   |
| Blanco stemmen                   | 10      | 5       |
| Kandidaten                       |         |         |
| M.P.H. Strens                    | 534     | 723     |
| K.L.J. Cornelis                  | 522     | 570     |
| F.H.K.E. van Keverberg de Kessel | 30      |         |
| E. de Ras                        | 23      |         |

## 9 april 1861
Martin Strens, gekozen bij de verkiezingen van 12 juni 1860, trad op 14 maart 1861 af vanwege zijn benoeming als bewindspersoon in het kabinet-Van Zuylen van Nijevelt-Van Heemstra. Om in de ontstane vacature te voorzien werd een tussentijdse verkiezing gehouden.
|                                  | 9 april | 23 april |
| -------------------------------- | ------- | -------- |
| Kiesgerechtigden                 | 1.596   | 1.596    |
| Opkomst                          | 1.303   | 1.324    |
| Geldige stemmen                  | 1.282   | 1.311    |
| Blanco stemmen                   | 8       | 11       |
| Kandidaten                       |         |          |
| K.L.J. Cornelis                  | 590     | 857      |
| J.B.J. Hengst                    | 417     | 454      |
| F.H.K.E. van Keverberg de Kessel | 275     |          |

## 10 juni 1862
De verkiezingen waren periodieke verkiezingen; zij werden gehouden vanwege de afloop van de zittingstermijn van een gekozen lid.
|                                  | 10 juni | 24 juni |
| -------------------------------- | ------- | ------- |
| Kiesgerechtigden                 | 1.707   | 1.707   |
| Opkomst                          | 1.385   | 1.452   |
| Geldige stemmen                  | 1.360   | 1.441   |
| Blanco stemmen                   | 11      | 9       |
| Kandidaten                       |         |         |
| P.L. de Lom de Berg              | 645     | 756     |
| F.H.K.E. van Keverberg de Kessel | 502     | 685     |
| J.M.L.H. Clercx                  | 209     |         |

## 1 maart 1864
Karel Cornelis, gekozen bij de verkiezingen van 9 april 1861, trad op 17 februari 1864 af vanwege zijn herbenoeming als kantonrechter te Weert. Om in de ontstane vacature te voorzien werd een tussentijdse verkiezing gehouden.
|                                  | 1 maart |
| -------------------------------- | ------- |
| Kiesgerechtigden                 | 1.781   |
| Opkomst                          | 1.193   |
| Geldige stemmen                  | 1.169   |
| Blanco stemmen                   | 19      |
| Kandidaten                       |         |
| F.H.K.E. van Keverberg de Kessel | 641     |
| K.L.J. Cornelis                  | 514     |

## 14 juni 1864
De verkiezingen waren periodieke verkiezingen; zij werden gehouden vanwege de afloop van de zittingstermijn van een gekozen lid.
|                                  | 14 juni |
| -------------------------------- | ------- |
| Kiesgerechtigden                 | 1.768   |
| Opkomst                          | 1.524   |
| Geldige stemmen                  | 1.486   |
| Blanco stemmen                   | 14      |
| Kandidaten                       |         |
| K.L.J. Cornelis                  | 759     |
| F.H.K.E. van Keverberg de Kessel | 724     |

## 12 juni 1866
De verkiezingen waren periodieke verkiezingen; zij werden gehouden vanwege de afloop van de zittingstermijn van een gekozen lid.
|                     | 12 juni |
| ------------------- | ------- |
| Kiesgerechtigden    | 1.932   |
| Opkomst             | 1.593   |
| Geldige stemmen     | 1.568   |
| Blanco stemmen      | 11      |
| Kandidaten          |         |
| P.L. de Lom de Berg | 832     |
| J.H.L. Haffmans     | 728     |

## 30 oktober 1866
De verkiezingen waren algemene verkiezingen; zij werden gehouden na ontbinding van de Tweede Kamer.
|                                  | 30 oktober |
| -------------------------------- | ---------- |
| Kiesgerechtigden                 | 1.932      |
| Opkomst                          | 1.672      |
| Geldige stemmen                  | 2.966      |
| Blanco stemmen                   | 368        |
| Kiesdrempel                      | 742        |
| Kandidaten                       |            |
| J.H.L. Haffmans                  | 947        |
| P.L. de Lom de Berg              | 944        |
| K.L.J. Cornelis                  | 817        |
| F.H.K.E. van Keverberg de Kessel | 236        |

## 22 januari 1868
De verkiezingen waren algemene verkiezingen; zij werden gehouden na ontbinding van de Tweede Kamer.
|                     | 22 januari | 4 februari |
| ------------------- | ---------- | ---------- |
| Kiesgerechtigden    | 2.186      | 2.186      |
| Opkomst             | 1.661      | 1.700      |
| Geldige stemmen     | 3.009      | 1.685      |
| Blanco stemmen      | 10         | 14         |
| Kiesdrempel         | 826        | 843        |
| Kandidaten          |            |            |
| J.H.L. Haffmans     | 833        |            |
| K.L.J. Cornelis     | 792        | 844        |
| J.H. Arnoldts       | 677        | 841        |
| P.L. de Lom de Berg | 626        |            |
| J.M. Corten         | 33         |            |

## 8 juni 1869
De verkiezingen waren periodieke verkiezingen; zij werden gehouden vanwege de afloop van de zittingstermijn van een gekozen lid.
|                     | 8 juni | 22 juni |
| ------------------- | ------ | ------- |
| Kiesgerechtigden    | 1.893  | 1.893   |
| Opkomst             | 1.687  | 1.779   |
| Geldige stemmen     | 1.669  | 1.766   |
| Blanco stemmen      | 11     | 11      |
| Kandidaten          |        |         |
| W.H. Pijls          | 781    | 1.000   |
| J.H. Arnoldts       | 798    | 766     |
| P.L. de Lom de Berg | 90     |         |

## 11 april 1871
Karel Cornelis, gekozen bij de verkiezingen van 22 januari 1868, trad op 18 maart 1871 af vanwege zijn benoeming als Officier van Justitie bij de arrondissementsrechtbank te Roermond. Om in de ontstane vacature te voorzien werd een tussentijdse verkiezing gehouden.
|                  | 11 april |
| ---------------- | -------- |
| Kiesgerechtigden | 1.890    |
| Opkomst          | 1.614    |
| Geldige stemmen  | 1.582    |
| Blanco stemmen   | 29       |
| Kandidaten       |          |
| J.H. Arnoldts    | 925      |
| K.L.J. Cornelis  | 653      |

## 13 juni 1871
De verkiezingen waren periodieke verkiezingen; zij werden gehouden vanwege de afloop van de zittingstermijn van een gekozen lid.
|                  | 13 juni |
| ---------------- | ------- |
| Kiesgerechtigden | 1.967   |
| Opkomst          | 1.287   |
| Geldige stemmen  | 1.220   |
| Blanco stemmen   | 67      |
| Kandidaten       |         |
| J.H. Arnoldts    | 996     |
| K.L.J. Cornelis  | 203     |

## 10 juni 1873
De verkiezingen waren periodieke verkiezingen; zij werden gehouden vanwege de afloop van de zittingstermijn van een gekozen lid.
|                               | 10 juni |
| ----------------------------- | ------- |
| Kiesgerechtigden              | 1.978   |
| Opkomst                       | 1.742   |
| Geldige stemmen               | 1.715   |
| Blanco stemmen                | 28      |
| Kandidaten                    |         |
| H.F. Lambrechts               | 864     |
| K.L.J. Cornelis               | 480     |
| L.F.H. Michiels van Kessenich | 367     |

## 8 juni 1875
De verkiezingen waren periodieke verkiezingen; zij werden gehouden vanwege de afloop van de zittingstermijn van een gekozen lid.
|                  | 8 juni |
| ---------------- | ------ |
| Kiesgerechtigden | 2.036  |
| Opkomst          | 1.675  |
| Geldige stemmen  | 1.645  |
| Blanco stemmen   | 27     |
| Kandidaten       |        |
| J.H. Arnoldts    | 1.281  |
| P. van Meeuwen   | 361    |

## 12 juni 1877
De verkiezingen waren periodieke verkiezingen; zij werden gehouden vanwege de afloop van de zittingstermijn van een gekozen lid.
|                                 | 12 juni |
| ------------------------------- | ------- |
| Kiesgerechtigden                | 2.126   |
| Opkomst                         | 1.665   |
| Geldige stemmen                 | 1.616   |
| Blanco stemmen                  | 28      |
| Kandidaten                      |         |
| H.F. Lambrechts                 | 1.327   |
| P.T. van der Maesen de Sombreff | 268     |

## 10 juni 1879
De verkiezingen waren periodieke verkiezingen; zij werden gehouden vanwege de afloop van de zittingstermijn van een gekozen lid.
|                                 | 10 juni |
| ------------------------------- | ------- |
| Kiesgerechtigden                | 2.202   |
| Opkomst                         | 1.338   |
| Geldige stemmen                 | 1.277   |
| Blanco stemmen                  | 57      |
| Kandidaten                      |         |
| J.H. Arnoldts                   | 1.208   |
| P.T. van der Maesen de Sombreff | 57      |

## 14 juni 1881
De verkiezingen waren periodieke verkiezingen; zij werden gehouden vanwege de afloop van de zittingstermijn van een gekozen lid.
|                               | 14 juni |
| ----------------------------- | ------- |
| Kiesgerechtigden              | 2.124   |
| Opkomst                       | 1.290   |
| Geldige stemmen               | 1.227   |
| Blanco stemmen                | 57      |
| Kandidaten                    |         |
| H.F. Lambrechts               | 1.121   |
| L.F.H. Michiels van Kessenich | 84      |

## 17 januari 1882
Jan Arnoldts, gekozen bij de verkiezingen van 10 juni 1879, overleed op 19 december 1881. Om in de ontstane vacature te voorzien werd een tussentijdse verkiezing gehouden.
|                  | 17 januari |
| ---------------- | ---------- |
| Kiesgerechtigden | 2.124      |
| Opkomst          | 1.315      |
| Geldige stemmen  | 1.228      |
| Blanco stemmen   | 82         |
| Kandidaten       |            |
| H.J. Brouwers    | 1.162      |

## 12 juni 1883
De verkiezingen waren periodieke verkiezingen; zij werden gehouden vanwege de afloop van de zittingstermijn van een gekozen lid.
|                     | 12 juni |
| ------------------- | ------- |
| Kiesgerechtigden    | 2.325   |
| Opkomst             | 1.438   |
| Geldige stemmen     | 1.367   |
| Blanco stemmen      | 65      |
| Kandidaten          |         |
| H.J. Brouwers       | 1.252   |
| C.M. van der Heyden | 95      |

## 28 oktober 1884
De verkiezingen waren algemene verkiezingen; zij werden gehouden na ontbinding van de Tweede Kamer.
|                     | 28 oktober |
| ------------------- | ---------- |
| Kiesgerechtigden    | 2.312      |
| Opkomst             | 1.406      |
| Geldige stemmen     | 2.611      |
| Blanco stemmen      | 183        |
| Kiesdrempel         | 653        |
| Kandidaten          |            |
| H.J. Brouwers       | 1.190      |
| H.F. Lambrechts     | 1.190      |
| C.M. van der Heyden | 91         |
| O. Beerenbroek      | 72         |

## 15 juni 1886
De verkiezingen waren algemene verkiezingen; zij werden gehouden na ontbinding van de Tweede Kamer.
|                               | 15 juni |
| ----------------------------- | ------- |
| Kiesgerechtigden              | 2.432   |
| Opkomst                       | 2.178   |
| Geldige stemmen               | 4.028   |
| Blanco stemmen                | 302     |
| Kiesdrempel                   | 1.010   |
| Kandidaten                    |         |
| H.F. Lambrechts               | 1.730   |
| H.J. Brouwers                 | 1.686   |
| L.F.H. Michiels van Kessenich | 529     |

## 1 september 1887
De verkiezingen waren algemene verkiezingen; zij werden gehouden na ontbinding van de Tweede Kamer.
|                               | 1 september |
| ----------------------------- | ----------- |
| Kiesgerechtigden              | 2.434       |
| Opkomst                       | 1.469       |
| Geldige stemmen               | 2.752       |
| Blanco stemmen                | 158         |
| Kiesdrempel                   | 688         |
| Kandidaten                    |             |
| H.F. Lambrechts               | 1.296       |
| H.J. Brouwers                 | 1.290       |
| L.F.H. Michiels van Kessenich | 43          |

## Voortzetting
Na de grondwetsherziening van 1887 werden de meervoudige kiesdistricten opgeheven; het kiesdistrict Roermond werd derhalve omgezet in een enkelvoudig kiesdistrict. De gemeenten Amstenrade, Bingelrade, Born, Broeksittard, Brunssum, Elsloo, Geleen, Geulle, Grevenbicht, Hoensbroek, Jabeek, Limbricht, Merkelbeek, Munstergeleen, Nieuwstadt, Nuth, Obbicht en Papenhoven, Oirsbeek, Schimmert, Schinnen, Schinveld, Sittard, Spaubeek, Stein, Ubach over Worms, Ulestraten, Urmond en Wijnandsrade werden toegevoegd aan het kiesdistrict Sittard en de gemeenten Baexem, Buggenum, Grathem, Haelen, Heythuysen, Hunsel, Ittervoort, Nederweert, Neeritter, Nunhem, Stramproy en Weert aan het kiesdistrict Weert. Een gedeelte van het kiesdistrict Boxmeer (de gemeente Beesel) werd toegevoegd aan het kiesdistrict Roermond. 